# Crinifer
Crinifer är ett fågelsläkte i familjen gökar inom ordningen turakofåglar. Släktet består numera vanligen av fem arter som båda förekommer i Afrika söder om Sahara:
- Grå tofsturako (C. concolor)
- Barkindad tofsturako (C. personatus)
- Vitbukig tofsturako (C. leucogaster)
- Västlig larmfågel (C. piscator)
- Östlig larmfågel (C. sonurus)

Tidigare placerades tofsturakorna i Corythaixoides, men genetiska studier visar att det släktet är parafyletiskt visavi Crinifer. 